# École française de Rome

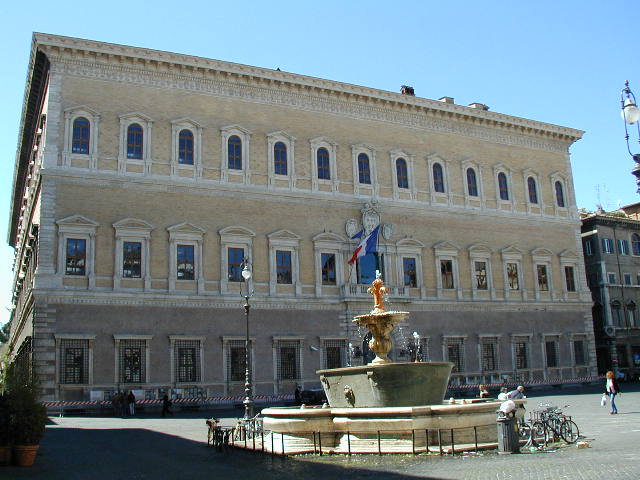
Palazzo Farnese, Sitz des Instituts

Die École française de Rome ist eine staatliche Forschungseinrichtung Frankreichs auf dem Gebiet der Geschichte, der Archäologie und der Sozialwissenschaften unter der Aufsicht des Ministeriums für Höhere Lehre und Forschung (Ministère de l’enseignement supérieur et de la recherche). Sie hat ihren Sitz in Rom.

## Geschichte
Die École française wurde im Jahr 1873 in Rom als ein Ableger der École française d’Athènes begründet, im darauffolgenden Jahr zur École d’archéologie umbenannt und 1875 unter ihrem heutigen Namen eröffnet. Sie ist im Palazzo Farnese untergebracht, im selben Gebäude wie die französische Botschaft. Sie ist mit einer Bibliothek von 200.000  Bänden, darunter 2.000 Zeitschriften, und seit 1971 mit einem Verlag ausgestattet, in dem unter anderem die alljährlich erscheinenden Mélanges de l’École française de Rome veröffentlicht werden, die von 1881 bis 1970 in Paris unter dem Titel Mélanges d’archéologie et d’histoire erschienen waren. 1971 wurden die Mélanges in eine altertumswissenschaftliche Reihe (MEFRA) und eine für Mittelalter und Neuzeit (MEFRM) aufgeteilt. 1989 wurde MEFRM auf das Mittelalter beschränkt, hinzu kam nun Mélanges de l’École Française de Rome / Italie et mediterranée (MEFRIM). In der Bibliothèque des Écoles Françaises d’Athènes et de Rome sind die Editionen der päpstlichen Register des 13. und 14. Jahrhunderts, beginnend mit Gregor IX., herausgegeben worden.

## Die Bibliothek der École française de Rome
Seit ihrer Gründung hat die École eine Dokumentationssammlung aufgebaut, um die Forschungstätigkeit ihrer Mitglieder zu unterstützen. Heute sind die Sammlungen der Bibliothek der École française de Rome, größtenteils in offenen Regalen, für alle Wissenschaftler und Forscher zugänglich, die einen berechtigten Antrag stellen. Mit fast 215.000 gedruckten Dokumenten ist sie die größte französische Bibliothek außerhalb des Territoriums Frankreichs. Sie deckt alle Bereiche der Archäologie, Geschichte und Sozialwissenschaften mit Bezug zu Rom, Italien und dem zentralen Mittelmeerraum ab, von der Vorgeschichte bis heute.

## Liste der Direktoren
- Albert Dumont (1874–1875), Académie des Inscriptions et Belles-Lettres
- Auguste Geffroy (1875–1882), Académie des sciences morales et politiques
- Edmond Le Blant (1882–1888), Académie des Inscriptions et Belles-Lettres
- Auguste Geffroy (1888–1895), Académie des sciences morales et politiques
- Louis Duchesne (1895–1922), Académie française
- André Pératé, interim 1922–1923
- Émile Mâle (1923–1937), Académie française
- Jérôme Carcopino (1937–1940), Académie française
- Albert Grenier (1945–1952), Académie des Inscriptions et Belles-Lettres
- Jean Bayet (1952–1960), Académie des Inscriptions et Belles-Lettres
- Pierre Boyancé (1960–1970), Académie des Inscriptions et Belles-Lettres
- Georges Vallet (1970–1983), Académie des Inscriptions et Belles-Lettres
- Charles Pietri (1983–1991), Académie des Inscriptions et Belles-Lettres
- Claude Nicolet (1992–1995), Académie des Inscriptions et Belles-Lettres
- André Vauchez (1995–2003), Académie des Inscriptions et Belles-Lettres
- Michel Gras (2003–2011)
- Catherine Virlouvet (2011–2019)
- Brigitte Marin (seit 2019)